# Theretra castanea
Theretra castanea là một loài bướm đêm thuộc họ Sphingidae. Nó được tìm thấy ở Ấn Độ.